# 格子珊瑚螺
格子珊瑚螺（学名：Coralliophila clathrata）为珊瑚螺科珊瑚螺屬下的一个种。